# Dattathreyapeeta, Chikmagalur
Dattathreyapeeta là một làng thuộc tehsil Chikmagalur, huyện Chikmagalur, bang Karnataka, Ấn Độ.